# Конспірація

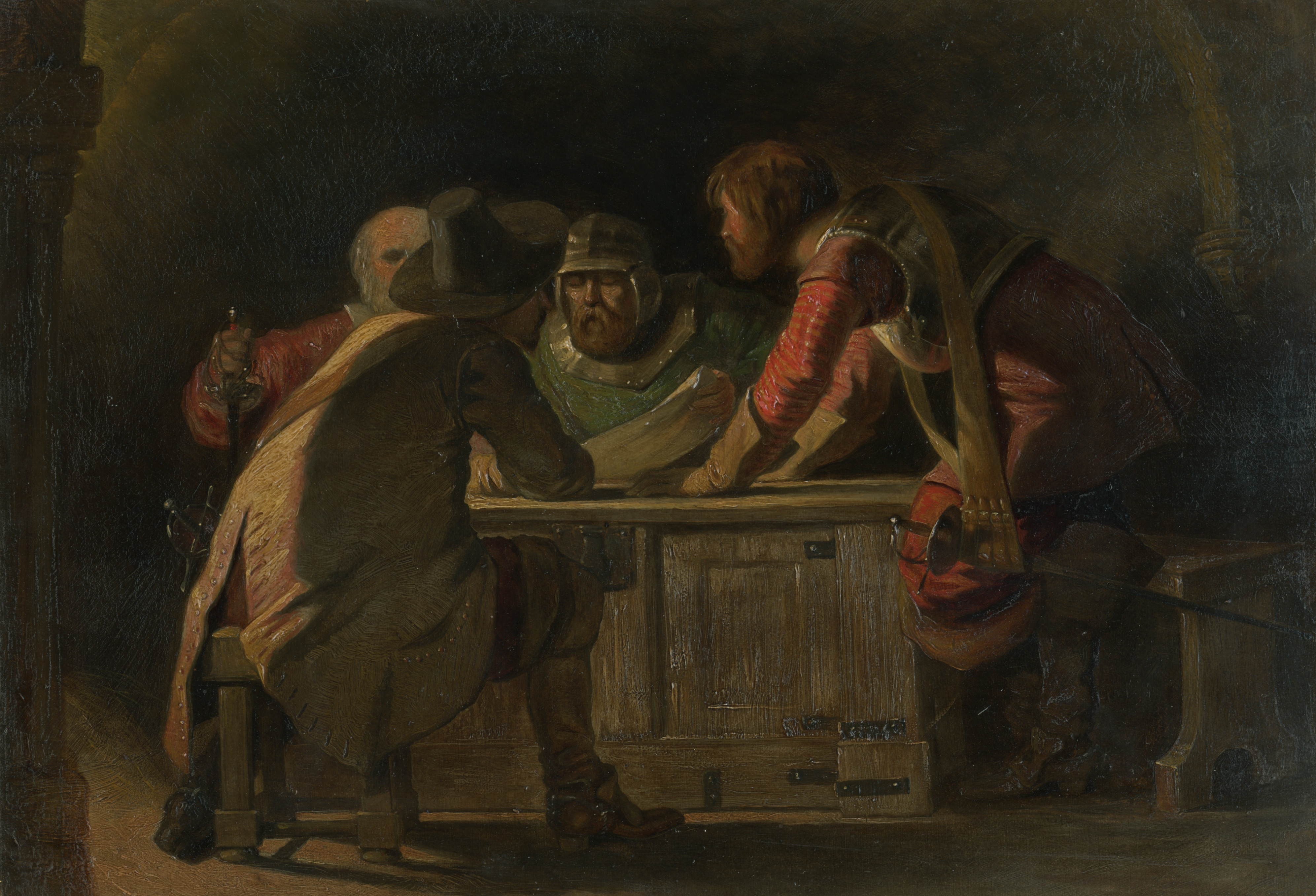
«Конспірація». Джон Теніель, 1850 рік.

Конспірація (лат. conspiratio — «одностайність», «згода», «змова») — дотримання, збереження таємниці якоїсь діяльності; принцип прихованості, таємності взагалі; явище існування таємності, негласності.

## Конспірація і держава
«Політичне» використання терміна історично сягає часів Римської Імперії, в якій було чимало змов і політичних інтриг.